# Dendê
Dendê (Alagoinhas, 26 de mayo de 1953-Salvador, Bahia, 14 de junio de 2024) fue un futbolista brasileño que jugó en la posición de delantero.

## Equipos
| Periodo   | Club                   |
| --------- | ---------------------- |
| 1973-1974 | EC Bahia               |
| 1974      | Atlético de Alagoinhas |
| 1975-1977 | CR Flamengo            |
| 1977–1980 | EC Vitória             |
| 1981–1984 | Catuense Futebol       |
| 1984      | AD Leônico             |
| 1985–1986 | Atlético de Alagoinhas |
| 1986–1987 | Lagarto EC             |

## Logros
- Campeonato Baiano: 1973, 1974, 1980